# Ляссота, Витольд
Витольд Ляссота (пол. Witold Lassota, 16 августа 1916, Черкассы, Киевская губерния — 6 января 2004, Цехоцинек) — польский журналист и политический деятель, главный редактор «Иллюстрированного Курьера Польского» (1953—1986), депутат Сейма Польской Народной Республики III, IV, V, VI и VII созывов (1961—1980), вице-руководитель Государственного Трибунала (1982—1989).

## Биография
Родился в Черкассах в Киевской губернии в семье Леона и Ядвиги (Тарновских). Семья поддерживала связи с Габриэлей Запольской, Ярославом Ивашкевичем. По Рижскому миру и с определением польско-советской границы семья переехала в Ковель, где Витольд посещал общеобразовательную школу и сдал экзамен зрелости. Окончил Государственную техническую школу во Львове. В этом городе получил первый опыт журналистики — прислал репортёрские снимки в газету «Новый век», которые затем были опубликованы. По окончании школы в 1939 году начал работать инженером по строительству дорог и мостов в Жабинке в Брестской области. Был принят на третий курс Польской политехники. В период советской оккупации находился в местности Лясота под Брестом. После занятия Полесья немецкими войсками в 1941 году боролся в рядах партизанского отряда Юзефа Себесяка «Макса». В 1942 году вступил в ряды Армии Крайовой под выбранными именами «Скочек» и «Веслав», впоследствии пользовался также ложной фамилией «Мариновский». Был адъютантом коменданта 30-й Дивизии пехоты Армии Крайовой, а также руководителем диверсионной группы — организовывал саботаж железнодорожной линии Брест—Ковель—Сарны. В 1944 г. вступил в советское партизанское движение на Люблинщине. В том же году был арестован в Седльце и сослан в лагерь «Нагорная» близ Перми, из которого вернулся в Польшу в 1946 году.
Осел в Торуни, где руководил Управлением контроля прессы (1946—1952), а также сотрудничал с «Голосом Демократическим» и «Голосом Поморья». Присоединился к Демократической партии. В 1952 году окончил отделение права Университета Николая Коперника в Торуни. В январе 1953 года занял пост главного редактора «Иллюстрированного Курьера Польского». По результатам выборов в 1961 году впервые вошёл в состав Сейма ПНР от округа Быдгощ. Был переизбран в 1965, 1969, 1972 и 1976 годах в том же округе. В Сейме ПНР возглавил Комиссию по культуре и искусству, заседал также в Комиссии Справедливости. С 1961 до 1981 года председательствовал в Воеводском Комитете Демократической партии в Быдгоще. Осуществлял функции вице-главы воеводского комитета Фронта Единства Народа. В 1984 году возглавил Общественный Совет по делам призвания Медицинской Академии в Быдгоще.
После окончания работы в Сейме был заместителем председателя Государственного Трибунала двух созывов (1982—1989), а также заместителем главы воеводского Народного совета (оставался на этом посту свыше двух десятилетий). Был членом Консультационного совета при главе Государственного Совета (1986—1989). С должности главного редактора «Иллюстрированного Курьера Польского» ушёл в 1986 году — на тот момент был руководителем ежедневного издания с самым длинным стажем в рамках страны.